# Diadelia geminatoides
Diadelia geminatoides är en skalbaggsart som beskrevs av Stefan von Breuning 1961. Diadelia geminatoides ingår i släktet Diadelia och familjen långhorningar.
Artens utbredningsområde är Madagaskar. Inga underarter finns listade i Catalogue of Life.